# V707 Андромеды
V707 Андромеды (лат. V707 Andromedae) — двойная затменная переменная звезда типа Алголя (EA) в созвездии Андромеды на расстоянии приблизительно 1244 световых лет (около 382 парсеков) от Солнца. Видимая звёздная величина звезды — от +10,42m до +9,93m. Орбитальный период — около 2,5886 суток.

## Характеристики
Первый компонент — жёлто-белая звезда спектрального класса F5V. Радиус — около 2,72 солнечных, светимость — около 12,122 солнечных. Эффективная температура — около 6525 K.